# Ambleville (Val-d’Oise)
Ambleville egy község Franciaországban. Lakosainak száma 390 fő (2022. január 1.).

## Földrajza
Ambleville La Chapelle-en-Vexin, Bray-et-Lû, Chaussy, Montreuil-sur-Epte, Omerville és Saint-Gervais községekkel határos.

## Népessége
| Lakosok száma | 414  | 382  | 388  | 372  | 379  | 387  | 394  | 393  | 390  |
|               | 2013 | 2015 | 2016 | 2017 | 2018 | 2019 | 2020 | 2021 | 2022 |